# Friedrich Kitzinger
Friedrich Kitzinger (auch Friederich „Fritz“ Kitzinger; * 8. November 1872 in Fürth; † 15. Juli 1943 in Tel Aviv, Völkerbundsmandat für Palästina) war ein deutscher Hochschullehrer, Strafrechtler an der Universität München (1921) und Halle (1926). Seine wissenschaftlichen Arbeiten wurden wie die von Erwein Höpler von Hermingen vom Reichsgericht „oft genannt und benutzt“.

## Leben
Seine Eltern waren Samuel Lev Kitzinger (1842–1903) und dessen Ehefrau Ida Kitzinger, geborene Dinkelsbühler (1849–1910). Aus deren gemeinsamen Ehe entstammten drei Brüder, darunter der spätere Jurist und Vater von Ernst Kitzinger Wilhelm Nathan Kitzinger (1870–1945), der 1938 mit einem Berufsverbot belegt wurde und eine Schwester. Aus der Ehe mit Frieda Friedel Geiger entstammte der Sohn Hans Kitzinger (1911–2009), der sich später den Nachnamen Gad gibt.
Der Emigration nach England und Aufrechterhaltung seines Wohnsitzes in Deutschland folgte während seines zwischenzeitlichen Aufenthalts in München 1939 die Verbringung ins KZ Dachau, aus dem er entlassen wurde und über England im gleichen Jahr nach Palästina übersiedelte. Eine andere Quelle gibt einen Aufenthalt von 1938 im Konzentrationslager an und der folgenden Ausreise 1939.
Fanny Gräfin zu Reventlow stand 1911 und 1914 unter anderem im Briefwechsel mit den Eheleuten Friedel und Friedrich Kitzinger

## Beruflicher Werdegang
Nach dem Jurastudium und der Promotion war Kitzinger von 1895 bis 1898 als Referendar bei der Justiz in München tätig. Nach seiner Habilitationsschrift 1902 lehrte er schwerpunktmäßig Straf- und Strafprozessrecht; 1908 wurde er Professor.
Ab 1921 war er als planmäßiger außerordentlicher Professor tätig. Er wurde 1926 nach Halle berufen mit dem zusätzlichen Lehrinhalt „kriminalistische Hilfswissenschaften“ und nach seiner Tätigkeit als Ordinarius ab 1931 im September 1933 in den Ruhestand versetzt.

## Veröffentlichungen
- 1898: Zur Lehre von der Rechtswidrigkeit im Strafrecht (Von Rechtspractikant Dr. jur.) Friedrich Kitzinger
- 1901: Der ambulante Gerichtsstand der Presse mit dem Titelzusatz: und die diesbezüglichen Aufgaben des Gesetzgebers.
- 1902: Ort und Zeit der Handlung im Strafrecht: zugleich eine Betrachtung der Erscheinungsformen des Deliktes – Habilitationsschrift
- 1905  Die Internationale Kriminalistische Vereinigung Titelzusatz: Betrachtungen über ihr Wesen und ihre bisherige Wirksamkeit
- 1913: Die Verhinderung strafbarer Handlungen durch Polizeigewalt. Grundzüge der Rechtspolizei und Beiträge zur Konstruktion des Strafrechts. 1. Aufl. 261. S.
- 1920: Das Reichsgesetz über die Presse
- 1924:  Der Fall Fechenbach, in: Zeitschrift für die gesamte Strafrechtswissenschaft 44,[8]
- 1925: Die Stellung der Gesellschaft zum Verbrechen und zur Strafe. 36 S.